# Kosobudy-Wybudowanie
Kosobudy-Wybudowanie (dodatkowa nazwa w j. kaszub. Kòsobùdë-Pùstczi) – wieś w Polsce, położona w województwie pomorskim, w powiecie chojnickim, w gminie Brusy.
Wchodzi w skład sołectwa Kosobudy.
Do 2024 r. miejscowość była osadą wsi Kosobudy. W latach 1975–1998 Kosobudy-Wybudowanie administracyjnie należało do województwa bydgoskiego.